# Andrés Bobe
Andrés Bobe Quinteros (Santiago; 13 de febrero de 1962-Santiago; 10 de abril de 1994) fue un músico chileno, compositor, arreglista y productor musical, conocido por ser el fundador y el artífice del sonido de los primeros discos de la banda chilena La Ley.
La crítica especializada considera a Bobe como figura fundamental del pop chileno, inspirando con su estilo a generaciones de músicos y proyectos musicales en Chile y en el continente, como Lucybell, Moenia, Libido, Javiera y Los Imposibles, Saiko, Belanova, Alamedas, Gepe; propuestas más recientes como Marineros, Mariano Pavez y Claxon, Emma & Natt y, por supuesto, la banda de los exmiembros de La Ley, DIACERO.
Además, se le atribuye a Bobe ser el principal gestor de la profesionalización de la escena musical chilena de inicios de los años 1990.

## Biografía

### Inicios
Andrés creció en el seno de una familia acomodada (su padre fue piloto oficial de Salvador Allende). Su familia tuvo que emigrar de Chile tras el Golpe de Estado de 1973, debiendo permanecer en diversos países del mundo (como Egipto e Inglaterra) durante el periodo de dictadura militar. Entre un país y otro, el joven Andrés comenzó a manifestar un profundo interés por la música popular, en especial por el New Wave de finales de década de los 70's. Empezó desde entonces, a seguir bandas musicales que en ese entonces eran desconocidas en su país de origen como The Smiths, Cocteau Twins y U2.
Ya en la década de los 1980, la familia Bobe regresa definitivamente a Santiago de Chile. En una sociedad más convulsionada,  camino a entrar en democracia, Andrés ingresa a estudiar en la Universidad de Chile la carrera de Licenciatura en Artes (mención Sonido), donde fue compañero de Claudio Narea (guitarrista de Los Prisioneros), Luciano Rojas y Rodrigo Aboitiz, estos dos últimos, futuros miembros de La Ley.

### Paraíso Perdido(1985-1986)
Ya dentro de la Universidad de Chile, Bobe no tardó mucho tiempo en formar un proyecto musical acorde a la época y al contexto. Con un discurso antidictadura muy similar al de sus coetáneos Los Prisioneros (con quienes compartieron más de un escenario), nace Paraíso Perdido.
La primera formación contó con la presencia de Luciano Rojas (bajo), Ximena Fernández (voz), Juan Ricardo Weiler (batería), Juan José Rocca (saxofón) y del mismo Bobe, a cargo de las guitarras.
La banda alcanzó cierta fama en universidades y en la escena underground, apareciendo incluso en revistas musicales de la época. Sin embargo, tras una gira muy complicada, la banda se disuelve. De esta época, nacen canciones como "Tercera Guerra", "Cabezas Sueltas" y "Tiempo de Callar".
Al año siguiente, Andrés retoma el proyecto junto a Luciano, incorporando ahora a Javiera Parra (nieta de Violeta Parra) en las voces y a Iván Delgado en el saxofón. La banda vuelve a los escenarios y graba en el reciente estudio de Bobe (instalado en la parcela de la familia, en la comuna de Puente Alto), los sencillos "Matrimonio" y "Edificios". La banda finalmente, vuelve a disolverse, ahora de forma definitiva.
Javiera Parra, pasaría posteriormente a formar parte de la banda Primeros Auxilios, para luego participar del proyecto De Kiruza y finalmente, hacer una exitosa carrera de solista a mediados de los años 1990 con Javiera y Los Imposibles. Bobe, Rojas y Delgado por su parte, iniciarían una banda de culto: La Banda del Pequeño Vicio.
En 2011, Luciano Rojas y Javiera Parra vuelven a reencontrarse en un escenario con motivo del lanzamiento del cortometraje "Heaven", realizado por Germán Bobe en homenaje a su hermano. En aquella oportunidad, ambos músicos, acompañados de Rodrigo Aboitiz y la guitarra Fender Stratocaster de Bobe, vuelven a la vida a Paraíso Perdido, interpretando las canciones "Matrimonio" y "Edificios". Desde ese entonces, Paraíso Perdido permanece en silencio.
Sin embargo, en 2015, se lanza por YouTube un álbum bootleg de la banda llamado "Paraíso Perdido, El Nuevo Pop Chileno", placa que vendría siendo su debut discográfico no oficial.
El disco cuenta con los registros "Tercera Guerra", "Tiempo de Callar", "Matrimonio" y "Edificios". Las dos primeras canciones, hasta el momento de publicarse el álbum, permanecían inéditas. Ambas canciones fueron facilitadas por el exbaterista de la banda, Juan Ricardo Weiler. Las dos últimas, por su parte, ya habían visto la luz cinco años antes, en el álbum póstumo de Andrés Bobe, AB (2010).

### La Banda del Pequeño Vicio(1987-1988)
Andrés Bobe, en compañía de Luciano Rojas e Iván Delgado, se integran a las filas de La Banda del Pequeño Vicio, banda de culto en la escena chilena underground, surgida a raíz de la Opereta: Pequeño Vicio.
De autoría de Héctor "Titín" Moraga (miembro fundador de la banda junto a Juan Ramón Saavedra), la "Opereta: Pequeño Vicio" fue presentada por primera vez en mayo de 1986, en el mítico recinto El Trolley, el cual vio nacer proyectos dramático-musicales como Cleopatras, cuarteto femenino dirigido por el líder de Los Prisioneros, Jorge González. La opereta estaba basada entre otros textos, en escritos de Nietzsche, Goethe y Milton.
Compuesta además por Juan Ramón Saavedra (en voces), Cristián Araya y el mismo Héctor Moraga, La Banda del Pequeño Vicio graba y lanza su casete debut El Juicio Final en diciembre de 1987. En dicho disco, Bobe participa en la composición de los temas «Cuerpos Celestiales», «Dime Qué Es» y  »El Papa».
Probablemente, por la necesidad de crear un proyecto musical más personal, es que Andrés Bobe se desvincula de la banda tras el lanzamiento del disco, lo que no impidió que la amistad perdurara con sus excompañeros. En los años siguientes, La Banda del Pequeño Vicio cambiaría su nombre (a "Banda Pequeño Vicio") y lanzaría un segundo álbum, para luego permanecer en silencio hasta nuestros días. En más de una oportunidad, tocaron y celebraron junto a La Ley en los años 1990.

### La Muerte de Robin: el proyecto más silencioso de Andrés Bobe (1988-1994)
Luciano Rojas permaneció un tiempo más en La Banda del Pequeño Vicio, pero su "militancia musical" no duró mucho más que la de Andrés Bobe. Mientras Bobe formaba parte de Aparato Raro y posteriormente, fundaba La Ley, con Rojas crearon en paralelo, un segundo grupo, "casi por diversión" como señalaría años más tarde el bajista.
Ambos músicos se pusieron en contacto con un viejo amigo de La Banda del Pequeño Vicio llamado Joel Silva, invitado recurrente del grupo que tocaba el trombón y el corno francés. El trío se bautizó como "La Muerte de Robin", asumiendo Bobe el rol de vocalista y guitarrista.
Décadas más tarde, Luciano declararía que "La Muerte de Robín" jamás tocó en público, ni grabó temas propios. Sin embargo, tanto Silva como Rojas, recuerdan haber tocado en muchos ensayos en la parcela de Bobe y haber compuesto una serie de canciones en conjunto con el guitarrista. Las canciones, en palabras de Silva, eran creadas por el mismo Bobe y sus letras hablaban de temas contingentes y existenciales, "temas país de los 90".
Aún sin registro alguno, "La Muerte de Robin" se levanta como uno de los mayores misterios musicales de Andrés Bobe. Lo que más llama la atención de la historia de la banda, es que fue el proyecto musical de Bobe, externo a La Ley, con más años de actividad. "La Muerte de Robin" siguió existiendo en los tiempos libres de sus integrantes, incluso en la época donde La Ley, ya con Beto Cuevas al frente, estaba en la cima del éxito.

### Los inicios de La Ley como trío electro-pop (1988)
Tras su salida de La Banda del Pequeño Vicio, Andrés Bobe es invitado a participar en la última etapa del grupo Aparato Raro, como guitarrista de apoyo. Poco después de lanzar su segundo álbum, la banda se disuelve en medio del éxito y por iniciativa de su vocalista. Sin embargo, gracias a la instancia, Andrés Bobe y Rodrigo Aboitiz comienzan a trabajar en un nuevo proyecto musical, apoyados por el exmánager de la banda (y en ese entonces, mánager de Nadie y Los Prisioneros) Carlos Fonseca.
Habiendo ya forjado una amistad e inspirados en Mecano y en el boom de la Movida Española de a finales de los 80, Andrés y Rodrigo deciden dar vida a una banda techno-pop con la voz de la vocalista y tecladista de Nadie, Lucía "Shía" Arbulú (también pareja de Fonseca, en esa época). Finalmente, el trío se reúne para establecer el nombre del proyecto. Andrés, motivado por el disco "La Ley del Desierto / La Ley del Mar" de la banda española Radio Futura, propone el nombre de La Ley, el cual sería el definitivo.
Así, el trío hace su debut discográfico con un casete EP titulado simplemente como La Ley (1988), bajo etiqueta EMI. Al casete, le acompañaron cuatro vinilo-singles, todos ellos pertenecientes al mismo EP y diseñados para ser difundidos en radios y discotecas: «La Luna», «Solo un juego», «Buscándote» y «A veces». Sin embargo y al poco tiempo, la familia Arbulu decide regresar a España, dejando a La Ley sin su voz femenina.
De la época de Shia Arbulú, Bobe rescataría años más tarde el sencillo «A veces», el cual grabaría en el disco Doble opuesto (1991) con la voz de Beto Cuevas.

### La Ley quinteto y los Demos Perdidos de Iván Delgado (1988)
Tras la partida de Arbulú, Bobe y Aboitiz lograron reunir a una serie de destacados músicos en La Ley: sus viejos amigos Luciano Rojas (bajo) e Iván Delgado (voz), de Paraíso Perdido y La Banda del Pequeño Vicio; y Mauricio "Perrín" Clavería, prolífico baterista de la época, que pese a su juventud, ya había pasado por muchas otras bandas, muy disímiles entre sí, como la banda punk Brain Damage (donde fue compañero de Pedro Frugone, posterior guitarrista de La Ley), la banda jazz Evolución y la banda pop Pancho Puelma y Los Socios. Ya como un quinteto, la nueva formación de La Ley parecía definitiva.
A finales de 1988, comenzaron la composición de los temas y las primeras grabaciones. Tras la realización de los primeros demos, el grupo se dio cuenta de que Iván Delgado no tenía la capacidad de ser el frontman de la banda, básicamente por su calidad vocal. Pese a componer gran parte del disco Desiertos (incluida la canción de igual nombre) y una buena parte de las canciones que contendría después el álbum Doble Opuesto (1991), Delgado es expulsado del grupo.
Los demos grabados con Delgado en voces, permanecieron inéditos hasta 2014, cuando fue lanzado por Youtube un bootleg llamado "La Ley, Los Demos Perdidos de Iván Delgado". En dicho compilado, es posible escuchar dos temas que jamás fueron lanzados por La Ley y que cuenta con la participación de Bobe como compositor: "Él" y "Lula". Los otros discos que se pueden escuchar en el registro son "Qué Va A Suceder", "Bomba de Tiempo" y "Hay Algo Allá Afuera", incluidos en el mítico debut de 1990, "Desiertos". Por su parte, la canción "Desiertos" con Delgado en voces, permanece perdido, pero solo se sabe una cosa: fue la versión que Beto Cuevas escuchó y memorizó para formar parte de La Ley.

### La llegada de Beto Cuevas yDesiertos(1988-1990)
Durante 1989, Beto Cuevas llega a Chile tras haber vivido gran parte de su vida en Venezuela y Canadá. Egresado de diseño, comienza a realizar trabajos artísticos en la capital para subsistir, al mismo tiempo que comienza por hobby, a cantar de forma amateur en un bar, interpretando covers de Elvis Presley.
Gracias a la insistencia de la hermana mayor de Beto, es que la esposa de Mauricio Clavería le sugiere a su marido, hacer pasar como su primo al joven cantante del bar, para que audicione a La Ley. Rodrigo Aboitiz por su parte, recomienda a otro cantante, sugerido por una amiga. Dicha amiga, tenía el contacto de un joven recién llegado de Canadá, a quien había escuchado cantar covers de Elvis en un perfecto inglés, en una playa de Concón. Resultó ser Beto Cuevas también.
Lo cierto es que fue Andrés Bobe, a través de Mauricio, el primer miembro de la banda en conocer a Beto Cuevas. Para audicionarlo, le pasó un demo con la canción "Desiertos" y le dio una semana para que se aprendiera la canción de memoria y la interpretara.
Tras esa semana, Beto se presentó ante la banda y como señal de aprobación unánime, fue invitado posteriormente a todos los ensayos de La Ley.
El ingreso de Beto Cuevas fue fundamental para definir el camino de La Ley, pues Beto era dueño de una presencia escénica especial, que se complementaba con su color vocal muy familiar al de ídolos de Bobe, como Morrissey y Dave Gahan. Andrés Bobe declararía años más tarde, que La Ley nació cuando Beto Cuevas llegó al grupo.
De la mano de Carlos Fonseca, son firmados en la legendaria casa de discos Fusión, propiedad del productor, y durante 1989, graban lo que sería su primer LP oficial: Desiertos. Desiertos se convirtió en objeto de culto entre los fanáticos de la banda, pues fue sacado rápidamente del mercado al poco tiempo de ser lanzado, quedando únicamente 500 copias distribuidas. La razón: La Ley decidió escoger como nuevo mánager al asistente de Fonseca, Alejandro Sanfuentes, tras considerar que Fonseca solo estaba concentrado en la nueva fase de Los Prisioneros y el lanzamiento del disco Corazones.
Al poco tiempo, Rodrigo Aboitiz se fue de la banda por motivos personales, dejando a Andrés Bobe como el soporte principal de la banda, adquiriendo ahora, el doble rol de tecladista-guitarrista.

### Los demos de 1990,AngieyDoble Opuesto(1990-1991)
Tras la salida de Aboitiz, La Ley centra sus energías en conseguir contrato discográfico. Y para ello, graban una serie de demos en habla inglesa durante el año 1990, para captar el interés de sellos transnacionales.
De esta época, nacen canciones como "Just Another Dreamer", "My Destination" y "Love & Faith", que años más tarde, La Ley incluiría en versiones en español en álbumes posteriores a la era de Andrés Bobe.
Además de las canciones originales en inglés, Andrés y Beto deciden ensayar y grabar dos covers de una banda por la cual compartían admiración: The Rolling Stones. Las canciones escogidas fueron "Angie" y "Under My Thumb".
Rápidamente, las versiones captaron la atención de su público, al ser interpretadas constantemente en sus actuaciones en El Café del Cerro y en la Casa Constitución, en el Barrio Bellavista. Sin embargo, la notoriedad no llegó hasta la exhibición de «Angie», en un programa televisivo. Rolando Ramos, quien conducía el programa, les sugirió incluir "Angie" en la presentación, pues era la tónica que en el espacio, bandas nacionales interpretaran un cover de su banda favorita. A la exhibición televisiva, le siguió la rotación radial, a cargo del mismo Ramos. «Angie» alcanzó tanta popularidad, que ocupó semanas enteras, los primeros puestos en las listas musicales de las radioemisoras chilenas, superando incluso el hit del año, Black or White de Michael Jackson.
Ya con la fama de ser un cuarteto chileno con perfecta habla inglesa, PolyGram les ofrece un contrato por tres discos originales.
En 1991, lanzan oficialmente su disco debut Doble opuesto, bajo el cobijo del productor argentino Mario Breuer, quien antes había trabajado con grupos como Soda Stereo.
Doble opuesto se compuso de 12 canciones: una de la época de Shia Arbulú (A Veces), cuatro de la época de Iván Delgado (Solo Ideales, Desiertos, Que Va a Suceder y En Lugares) y siete originales del ahora cuarteto. Se le suma además, la versión de "Angie" que los catapultó a la fama.
Al lanzamiento del disco, le siguió la rotación por diversas cadenas televisivas, de los video-clips de «Doble opuesto» y «Prisioneros de la piel», además de una exitosa gira musical que los llevó a lo largo de todo el país.

### Disco homónimo, GiraAutorutae internacionalización (1992-1993)
Tras la rotación de los videos de "Doble Opuesto" y "Prisioneros de la Piel" en las principales cadenas televisivas de música como MTV, la consolidación e internacionalización de La Ley fue inminente.
En diciembre de 1992, La Ley lanza su segundo disco oficial, La Ley (1992), con el cual dan inicio a su Gira Autoruta, en el Teatro Providencia. Le sigue el lanzamiento del video-clip de Autoruta, el primer sencillo del álbum, polémico en ese entonces por sus escenas de relaciones sexuales. El video contaba con dos versiones: la oficial, difundida en televisión y la versión "ugly", que circulaba por diversas discotecas de la capital.
En febrero de 1993, La Ley es invitada a participar por primera vez en el Festival de la Canción de Viña del Mar, donde además se les entrega el Disco de Platino por las ventas de Doble opuesto y el Disco de Oro por su trabajo más reciente. «Autorruta» y «Tejedores de ilusión», los sencillos más recientes exhibidos en esa oportunidad, fueron destacados por la prensa nacional como temas que calaron más en el público; en este trabajo, se notó una influencia más roquera y menos light.
Tras la presentación del Festival, La Ley continua con la Gira Autoruta, la cual alcanzó un éxito tal, que los llevó por primera vez a Argentina, México y Los Ángeles (EE. UU.).
A fines de 1993, Andrés Bobe preparaba el salto de La Ley al público latinoamericano. Se había planeado la residencia de La Ley en México, como también firmar un nuevo contrato con una nueva compañía discográfica, que prometía la expansión entera y total por el continente. A fines de 1993, La Ley firma un pre-contrato con Warner Music México. Sin embargo, Polygram exigió por contrato, el lanzamiento de un tercer y último trabajo con la banda.

### Cara de Diosy fallecimiento (1994)
En 1994, La Ley decide enfrentar el compromiso asumido con Polygram, de lanzar un tercer y último material, para firmar un próximo contrato discográfico. Y para ello, la banda aprovecharía una iniciativa en marcha.
Tras participar de la campaña publicitaria de Teener, Canal 13 le pide a La Ley, componer la canción opening de su próxima teleserie, Champaña. De esta forma, Andrés compone junto a Beto y la banda, el tema Cara de Dios (En La Ciudad). La banda decidió crear un maxi single con el tema, proyecto que vería la luz en marzo de ese año.
En febrero de ese año, la banda vuelve al Festival de la Canción de Viña del Mar, presentando una nueva versión de "Desiertos" ("Desiertos Mix") y una canción inédita, sin título (y que años más adelante se llamaría "R&R"), que formaría parte de un próximo disco.
Sale finalmente a la venta, el maxi sencillo Cara de Dios (1994). Al single, se les une la versión mix de "Desiertos" y "A Veces", además de la canción inédita "Rhythm Valentine". La producción fue encabezada por el destacado productor Humberto Gatica y Andrés Bobe, siendo la primera participación de Gatica con el grupo. Tras la experiencia, Gatica formaría parte de la vida discográfica de La Ley durante muchos discos más, incluyendo el multiplatino Invisible (1995).
En abril de 1994, ya firmado el contrato con Warner y con una compañía refresquera, el grupo La Ley fue invitado al Festival de Acapulco, que estaba por realizarse en mayo de ese año.
En los primeros días de ese mes de abril, La Ley participó en un concierto a beneficencia de la hija del jugador de fútbol de Palestino Héctor Robles, quien sufría de una afección hepática y debía ser trasladada a Houston para un trasplante.
Después de dicho recital, en el cual Andrés sorprendió al público vistiéndose con una camisa de franela (en homenaje al reciente deceso de Kurt Cobain) y presentando temas inéditos como «Animal» y «1-800 Dual», el grupo fue a celebrar la presentación en un bar de la ciudad de Santiago.
Andrés se va del lugar en su motocicleta, en altas horas de la madrugada. Tras minutos de conducción, pierde el control de su vehículo y choca contra un árbol en la intersección de las calles Monseñor Edwards y José Ortega y Gasset, en la comuna de La Reina. Fallece cuando iba a ser trasladado al hospital. Tenía sólo 32 años.
El rock chileno se pintaba de luto, lo que llevaría a que se hicieran diversos homenajes. Uno de los más destacables fue el del partido de fútbol llevado a cabo en el Estadio Nacional, donde se enfrentaron los equipos rivales del fútbol chileno, Colo-Colo y Universidad de Chile. La "U" salió victoriosa del encuentro en forma contundente, dedicando sus goles a Andrés Bobe, quien era un fiel hincha del club universitario azul. Previo a la realización del partido, se realizó un minuto de silencio en el mismo recinto.
Otro homenaje significativo, se realizó también en el mismo recinto y en el mismo día. Por la noche, Depeche Mode realizó un concierto en el Estadio Nacional, no sin antes también dedicar un minuto de silencio en nombre de Andrés. La historia de Andrés, fue destacada además en los medios oficiales de la banda británica.
A la fecha de su deceso, Andrés dejó truncados muchos proyectos, como un álbum solista, un próximo álbum con La Ley, un MTV Unplugged (que por las circunstancias, tomarían Los Tres) y la producción musical del debut de Lucybell, a quienes había conocido hace poco tiempo, tras escucharlos en un concierto.

## Después de su partida

### Invisible: Homenaje de La Ley a Andrés Bobe (1994-1995)
Tras el fallecimiento de Andrés, la banda se juró, en la parcela del mismo Bobe, seguir con La Ley, pues ese hubiera sido su deseo.
Contra todo pronóstico y siendo duramente criticados por la opinión pública al "no vivir el duelo", La Ley participó del Festival de Acapulco a un mes de la partida del guitarrista. En la ocasión, la banda dedicó su concierto a Andrés, presentando cuatro temas de su autoría, que luego formarían parte de su próximo disco: R&R, El Duelo, 1-800 Dual y Animal.
Para la grabación del próximo disco, fueron convocados Pedro Frugone en guitarras (ex compañero de Clavería en Brain Damage y amigo de Andrés) y Rodrigo Aboitiz en teclados. Ya en Los Ángeles, California, comienzan a tiempo completo a grabar su siguiente disco: Invisible.
El nombre "Invisible" nace de un sueño que Beto Cuevas tuvo de Andrés Bobe. En dicho sueño, Andrés le dice a Beto que seguirá viviendo en el corazón de sus amigos, pero que para el resto de la gente, se volvería un "Invisible". La cubierta del disco exhibe dos manos azules en señal de plegaria, lo cual puede evidenciar el tránsito de la vida a la muerte (representada por el color azul) bajo un estado de fe.
"Invisible" es reconocido por la crítica especializada y por muchos de los fanáticos como el disco más emotivo de La Ley y, claro está, como el más exitoso. Y durante el resto de su carrera la banda siguió interpretando canciones del álbum y recordando a la figura de Bobe.

### Oh Yeah!: Homenaje de Germán Bobe a Andrés Bobe (1996)
En 1996 sale a la luz, un disco homenaje a Andrés, a cargo de Germán Bobe, cineasta y hermano del guitarrista. Dicho disco, es en realidad, la banda sonora de un mediometraje realizado por Germán en 1989, titulado "Moizefala La Desdichada". La película retrata la vida de un transexual llamado Moisés, el cual busca llenar de glamour diversos centros nocturnos de la capital en los años de dictadura.
La película se exhibió siete años después de su realización y el disco se tituló finalmente como Bobe Al Camp Troupe: Oh Yeah!, el que contó con las colaboraciones musicales de Álvaro Henríquez y de Javiera Parra. Andrés Bobe participa en el disco con los temas inéditos With You y Love in Fire, además del instrumental Maten A Todo El Mundo Hoy. Este disco, incluye un tema homenaje a Andrés escrita por álvaro Henríquez, esta se llama “Canción para…” e inicia con Álvaro diciendo: “Andrés Bobe”. Este album fue lanzada íntegramente por Germán, nueve años después por las redes sociales, a pesar de que en su momento hubo lanzamiento del disco junto al filme.

### Amor y Fe: Andrés Bobe enUno(2000)
La última aparición oficial de Andrés Bobe como autor de una canción de La Ley, es en el track "Amor y Fe", del disco Uno (2000). "Amor y Fe" nació en las sesiones de demos de 1990, bajo el nombre de "Love & Faith". Beto Cuevas, autor de la letra de la canción, la adaptó al idioma español y conservó gran parte del contenido original de la canción, incluidos ciertos pasajes líricos del tema ("My own paradise"/"El paraíso en mí") y los samplers finales de mar y viento.
Para muchos fanáticos, es una de las mejores canciones del disco. Curiosamente, la canción jamás ha sido interpretada en vivo por la banda.

### Gritan Sin Voz, un regalo con sello Bobe/Cuevas (2003)
Cuando los fanáticos de La Ley pensaban que ya no había más canciones de autoría Bobe/Cuevas, Beto Cuevas sorprendió con un insospechado regalo: la canción Gritan Sin Voz.
María Jimena Pereyra, intérprete argentina y emergente por el año 2003, lanzaba su segundo álbum llamado "Esa Luz", bajo marca Warner Music Chile. La producción de su disco contaba con la participación de Gonzalo Yañez, amigo de Beto Cuevas y por esas fechas, guitarrista de Los Prisioneros. Al mostrarle el trabajo de María Jimena, Beto decidió "obsequiarle" la canción.
La cantante trasandina conservó la letra de Beto Cuevas y según se rumorea, la canción no sufrió grandes alteraciones respecto a la versión original, la cual aún no se conoce. Como dato curioso, aun cuando no aparece Beto Cuevas en los créditos de la placa, contribuye en la canción con segundas voces, las cuales se hacen más notorias al finalizar el track con un potente "está en mi".

### Décimo aniversario de Andrés yEl Comienzo De Una Historia(2004)
Poco después del lanzamiento del disco Libertad (2003), La Ley sorprende a sus fanáticos chilenos con el lanzamiento del DVD El Comienzo De Una Historia (2004), que conmemoraba el décimo aniversario de Andrés Bobe.
Bajo etiqueta Universal Music (quienes a partir de esa época, se adjudican los derechos de Polygram), el registro rescataba material de la banda entre 1989 y 1994, como su última presentación con Andrés en el Festival de Viña del Mar (1994), los videoclips de Desiertos, Angie, Doble Opuesto, Prisioneros de la Piel, Autoruta y Tejedores de Ilusión, además de una serie de registros inéditos, como EPK's, un documental y el videoclip de I.L.U.
Para la producción del material, los realizadores del registro se pusieron en contacto con los miembros actuales y antiguos de la banda. Norberto "Mono" Berrios. amigo de Andrés y road manager de la banda hasta el deceso de Bobe, fue el director artístico del proyecto. En los agradecimientos oficiales, figuran Beto Cuevas, Luciano Rojas y Alejandro Sanfuentes, exmánager de La Ley.
El material, años más tarde, se volvió a lanzar en México bajo el nombre "Sound+Vision", incluyendo en adición al DVD, los CD remasterizados de Doble Opuesto y La Ley de 1992.

### AB:Disco Póstumo y cortometrajeHeaven(2010-2011)
Durante el año 2010, Germán Bobe, anunció a la prensa el lanzamiento de un disco póstumo y solista de Andrés Bobe.
Germán es dueño de muchos de los registros de Andrés Bobe, y muchos de ellos eran inéditos hasta el lanzamiento de este disco. Pasaron muchos años antes que Germán volviera a reencontrarse con la música y las pertenencias de su hermano, dado el choque emocional que le significaba.
Para el trabajo de producción y compilación de este disco, Germán convocó a Carlos Fonseca, exmánager de La Ley y a sus ex compañeros de banda, Luciano Rojas y Rodrigo Aboitiz. Tras las reediciones 2010 de "Silhouette" y "Heaven", a cargo de Rojas, se incluyeron temas de Paraiso Perdido, del disco Oh Yeah!, canciones de La Ley con Shia Arbulú y de La Ley con Andrés en las voces. La placa se cerró con otros trabajos experimentales de Bobe: tres canciones instrumentales y un tema experimental con scratches (que supone el inicio de Andrés en la composición musical en 1985) de nombre Teorema de Pitagoras. De este último tema, se desprendería el nombre del disco: Dimensiones. Sin embargo, el cineasta terminó por escoger el nombre AB (2010).
En paralelo al disco "AB", Germán comenzó a crear un cortometraje homenaje a Andrés, el cual título "Heaven" (2011), título de una de las canciones póstumas de Andrés Bobe.
La pieza audiovisual, contó con las actuaciones de Íñigo Urrutia, Cosmo Gonik y Javiera Díaz de Valdés, además de la participación del cantante Ignacio Redard, vocalista del proyecto de Rodrigo Aboitiz, Plugin. En el filme, se pueden ver además cameos de amigos y familiares de Bobe, como Luciano Rojas, Javiera Parra, Javiera Contador, Rodrigo Aboitiz, Iván Delgado, Carlos Fonseca y el mismo Beto Cuevas.
La historia se centra en las últimas horas de vida de Andrés Bobe y en la expresión de sus diferentes personalidades, a través de los personajes de Urrutia, Redard y Gonik.
Heaven y AB se lanzaron oficialmente en el año 2011, en una ceremonia en el Centro Cultural Gabriela Mistral. Tras la exhibición del cortometraje, que fue ovacionado por el público asistente, se inició un concierto homenaje, que contó con Plugin, Ultra (proyecto solista de Luciano Rojas en ese entonces) y Javiera Parra. Como curiosidad, fue posible observar a Rojas, haciendo uso de la característica guitarra Fender Stratocaster de Andrés Bobe.
Tras participar en diversos festivales de cine, "Heaven" fue lanzada en las redes sociales por el mismo Germán Bobe.
En la actualidad, aún se puedes observar versiones remixes de las canciones de Andrés, haciendo uso de las imágenes de la película.

### Nuevo Homenaje de La Ley:I. L. U.en el Festival de Viña (2014)
El año 2014, el grupo La Ley anunció su regreso a los escenarios, tras un descanso de nueve años. Luego de un breve concierto en Buenos Aires, la banda realizaría su primer concierto oficial de reencuentro en el Festival de Viña del Mar del año 2014. Dicho reencuentro, no estuvo exento de polémicas, pues no fueron convocados para la ocasión, los exintegrantes de la banda Luciano Rojas y Rodrigo Aboitiz.
En el escenario viñamarino, Beto Cuevas y sus compañeros de grupo, Mauricio Clavería y Pedro Frugone, volvieron a interpretar después de 20 años, la canción I. L. U., original de Andrés Bobe y que no había sido tocada desde el fallecimiento del guitarrista.
Al igual que en los tiempos clásicos de la banda, se volvieron a usar las bases de teclado y percusión de Andrés, además de sus coros finales y el megáfono del speech de Beto Cuevas. El tema se cerró con un sentido saludo a su compositor.
La iniciativa fue felicitada incluso por la expareja de Andrés Bobe, Constanza Piwonka. Sin embargo, también dio por la prensa una profunda opinión: "a Andrés le hubiese gustado volver a ver a sus amigos tocando juntos".

### El Sonido de Nadie y suHumo del Norte(2015)
Andrés Bobe volvió a hacerse presente en el año 2015, a través del nuevo trabajo musical del grupo hispano-chileno Nadie: Fuimos Ángeles (2015).
En el EP, Soli Arbulú, vocalista de la banda y compositora de la canción, dedica a Andrés el tema "Humo del Norte". En él, relata la historia de dos adolescentes que comienzan a descubrirse a través del amor y la inocencia de los días pasados.
El trabajo musical despertó el interés de Germán Bobe, quien se ofrece a crear un cortometraje musical para el disco, de título El Sonido de Nadie (2015).
En la pieza audiovisual, nuevamente Germán hace un homenaje a la figura de su hermano Andrés, destacándolo a través de diversos personajes de la noche capitalina. También en la cinta, hace uso de las motocicletas, la pasión de Andrés. En el vídeo participan los miembros originales de Nadie, además de Dagomoto, viejo amigo de La Ley que ganó su nombre por seguirlos en su motocicleta a cada concierto en Chile durante los años 90.
Entre 2013 y 2016, Luciano Rojas, Rodrigo Aboitiz e Iván Delgado, formaron parte de la nueva formación de Nadie.

### Nuevos proyectos con Andrés Bobe (2016)
Entre los seguidores de la música de Andrés, se han hablado de muchos proyectos que involucran su música.
El que mayor eco ha tenido estos últimos años, ha sido la posible reedición del disco Desiertos de 1990. Consultados al respecto, Luciano Rojas y Rodrigo Aboitiz declararon públicamente que estarían dispuestos en participar del proyecto. La familia de Andrés Bobe, si bien no ha manifestado una opinión pública aún, tampoco ha dado evidencias de oponerse. Carlos Fonseca, exmánager de La Ley y dueño de los registros originales de Desiertos, también manifestó públicamente su disposición a contribuir con la producción del disco, comentando además que la decisión final dependería de Beto Cuevas y Mauricio Clavería, actuales miembros originales de La Ley.
Beto Cuevas, al ser consultado en una rueda de prensa por el tema en febrero de 2016, declaró que si bien estarán abocados al corto plazo, en el lanzamiento del disco Adaptación y su gira de promoción, tampoco se opone a formar parte de la iniciativa musical. En la ocasión además, señaló que tampoco tendría problemas en volver a tocar con sus ex-compañeros de banda, destacando sus talentos y deseándoles éxito en sus respectivos proyectos.
Mauricio Clavería no ha manifestado su opinión respecto al tema, simplemente porque no ha sido consultado aún.

### Discusiones y temas de análisis
A raíz de la tragedia, el futuro de La Ley parecía incierto. Andrés Bobe era el elemento catalizador del grupo y era quien tomaba las decisiones. Tras la salida de Coty Aboitiz, su papel dentro de la banda se tornó más protagónico, tanto en la música como en la producción. Por ello, es que se hablaba de que Andrés era el líder del grupo.
La etapa inicial de La Ley, bajo el alero de Andrés Bobe, supuso un momento creativo y dinámico, considerado como el de mayor auge por una parte de los fanáticos de la banda. Los músicos estaban saboreando el éxito: tenían un numeroso público de seguidores, aparecían frecuentemente en radio y en TV, eran recibidos con agrado y entusiasmo en el extranjero y tenían toda una prensa pendiente de sus pasos.
Tras su deceso, la agrupación dio un giro radical esperado. La inclusión de Pedro Frugone en la guitarra significó para muchos, el inicio de otra etapa, que ya era evidente con la ausencia de Bobe y el estilo de tocar de ambos guitarristas (Bobe se inclinaba hacia los grupos New Wave, mientras que Frugone es más cercano al Glam Rock).
Después de su fallecimiento, la imagen de Andrés Bobe se volvió de culto, gracias al cariño de los primeros seguidores de La Ley y a la cobertura medial (criticada por la misma banda) que tuvo en Chile en 1994. Tras la salida del álbum Invisible, muchos de los fanáticos, se alejaron de la agrupación por percibir una estética diferente a la de sus inicios. Sin embargo, otro grupo no menos numeroso, consideró necesario seguir apoyando a la banda, sumándose a ellos, los nuevos seguidores que consiguió Invisible a lo largo del continente.
El recurrente tema de discusión, necesario para algunos, de mal gusto para otros, descansa en la interrogante ¿Qué hubiera sucedido si Andrés Bobe no hubiera fallecido?
La diferencia entre el liderazgo de Andrés Bobe y el de Beto Cuevas es manifiesta en términos musicales. Mientras Bobe cultivaba un estilo más discreto y detallista, con guitarras de tinte elocuentes y austeras, Beto se preocupó más por la experimentación, brindándole a La Ley mayores dosis de eclecticismo (y de éxito al largo plazo). Pese al espontáneo cambio de enfoque, el frontside de La Ley jamás relegó la figura y la influencia de Andrés en sus posteriores discos y las alegorías propias de las letras de la era Bobe aún permanecen, incluso en canciones actuales de La Ley. Beto Cuevas sigue creando canciones que cuestionan la existencia humana, sello literario que Andrés despertó en sus propuestas musicales.

## Estilo musical
Andrés Bobe cultivó un estilo musical propio, inspirado en un inicio, en el New Wave de principios de la década de los 80. Su sonido siempre sonó vanguardista en la escena, básicamente porque Bobe no compartía prejuicios de generaciones anteriores en mezclar estilos y declarar como ídolos musicales, cantautores extranjeros y andróginos.
Bobe perteneció a una generación de compositores chilenos de los 80, que supieron encontrar en el Pop, un nuevo nicho para la reescribir la música popular chilena. De la generación de Andrés son músicos como Pablo Ugarte, Jorge González, Álvaro Henríquez o Archie Frugone, quienes forjaron con sus bandas, el Rock Chileno de la siguiente década.
Por prensa, Andrés declararía que su máximo ídolo musical era el guitarrista de The Smiths, Johnny Marr. Sin embargo, también eran conocidas sus otras influencias británicas: Depeche Mode, Talk Talk, Cocteau Twins, U2, Roxy Music, A Flock Of Seagulls, OMD, New Order, entre otros. También sentía una admiración profunda por la Movida Española de la época, los representantes eran bandas como La Unión, Radio Futura y Mecano.
El estilo de tocar la guitarra de Andrés Bobe, estaba fuertemente inspirada en la desarrollada por Johnny Marr, llegando a ocupar el mismo modelo Fender Stratocaster del guitarrista (color sunburst). Por su parte, el sonido del instrumento de Bobe se ve más cercano al característico delay muteado de Robin Guthrie y The Edge, reivindicando la sutileza de los arpegios en las propuestas roqueras.
Curiosamente, a inicios de los 90, los británicos se alejaban del mainstream musical de la época, consolidándose propuestas estadounidenses como Guns N' Roses, Bon Jovi, Pearl Jam y Nirvana. Dicho esto: ¿Por qué La Ley se volvió exitosa, con un estilo tan alejado de la moda imperante?
Bandas como Happy Mondays, Inspiral Carpets, The Stone Roses y posteriormente Oasis, fueron los herederos underground de Marr y encontraron sin previo aviso, el éxito mundial tras el desarrollo y la caída del Grunge. El equivalente latinoamericano a la iniciativa de estas bandas y al movimiento Madchester, es La Ley.
Luciano Rojas declararía con el correr de los años, que la música de los inicios de La Ley (Desiertos), estaba fuertemente inspirada en el groove de Bryan Ferry, visión que Javiera Parra comparte, al declarar en un documental musical que Bobe fue "el Bryan Ferry latinoamericano". Rodrigo Aboitiz reconocería por su parte, que en esa época escuchaba mucho a New Order y que probablemente, muchos temas de Desiertos poseían directa inspiración de la banda de Bernard Sumner. No son pocos fanáticos los que dicen que el video y la melodía de la canción State Of The Nation, son muy similar a los de Desiertos.
Beto Cuevas, destacaría con los años en prensa, que la identidad musical de Bobe se vio fortalecida con sus inclinaciones musicales y estéticas. Cuevas incorporó en la música de Andrés Bobe, influencias directas de The Cure, Duran Duran, Morrissey, David Bowie y Peter Murphy. Ello se hizo más patente en la época de 1993 y luego con Cara de Dios, donde se puede notar que la dirección musical de La Ley seguía una línea más cercana a canciones "dark" de la época como Lovesong, Cuts You Up, Come Undone y Ordinary World. A ello, se le suma la resistencia que Bobe y Cuevas compartían frente a la influencia musical argentina (y al glam rock estadounidense, en menor medida).
Respecto a la era de Invisible, Rojas declararía que una de las principales inspiraciones musicales de la banda provenía del álbum Songs Of Faith And Devotion de Depeche Mode. Canciones como Día Cero o The Corridor, se inspiraron fuertemente en la estética musical y literaria de temas como Walking In My Shoes y Condemnation.

## Discografía
Con La Banda del Pequeño Vicio
- El Juicio Final (1987)

Con La Ley
- La Ley (EP) (1988)
- Desiertos (1990)
- Doble Opuesto (1991)
- La Ley (1993)
- Cara de Dios (1994)
- Invisible (1995, como autor)
- Uno (2000, como autor)

Solista
- Oh, Yeah! (Bobe Al Camp Troupe) (Compilado) (1996)
- AB (álbum) (Compilado, póstumo) (2010)